# 江尻裕一
江尻 裕一（えじり ゆういち、1966年1月1日 - ）は、日本の実業家。株式会社よきとも代表取締役、アクセラパートナーズ株式会社代表取締役、エグゼクティブ・コーチ。住友商事、ソニー、楽天の各社において、20年以上に渡って中華圏及びアジアにおけるビジネスに携わる。現在は対話を通じた組織開発コンサルティングを提供する株式会社よきとも、ベンチャー企業や経営人材の育成を支援するアクセラパートナーズの経営を中心にコーチング,リーダーシップの視点から各種の活動に従事。

## 経歴
東京都大田区出身、筑波大学附属中学校・高等学校、慶応義塾大学理工学部を卒業。
住友商事株式会社、ソニー株式会社、楽天株式会社を経て現職。住友商事では自動車部にて欧米向け自動車OEM部品及び製造設備の輸出を担当した後、上海住友商事にて自動車課を立ち上げ、その後は日産ディーゼル工業株式会社（現UDトラックス株式会社）との東風汽車有限公司との合弁企業である東風日産ディーゼルの設立・運営に財務部長兼販売部長として携わる。
1998年に移籍したソニーでは、当初同社の地域事業戦略部にてグループ全体の中国事業戦略を担当。その後ISP事業子会社のSo-net 台湾（ソニーと台湾和信電訊との合弁会社）の立ち上げ にCOOとして参加し、2年間強で約33万人のブロードバンド（ADSL）会員を擁する事業となる。2005年にはソニー・コンピュータエンタテインメント（SCE、現ソニー・インタラクティブエンタテインメント）の中国事業戦略を任されるも、グループ全体の方針転換から同事業の整理業務を担当することに。さらに、SCE香港ではゼネラルマネージャ（GM）としてアジア全域でのセールスならびにマーケティングを統括し、同地域でのPlayStation 3（PS3）発売 などに携わる。
2007年に当時台湾市場への進出を計画していた楽天に移り、子会社の台湾楽天市場CEOに就任。また2010年には楽天株式会社の執行役員に任命 され、同社とバイドゥ（百度）が出資する中国の合弁事業「楽酷天」のCEOも兼務。その後、シンガポールを拠点とする楽天アジアでは、COOとして台湾、シンガポール、マレーシア、タイ、インドネシアの各地域での事業戦略立案ならびに運営を指揮。また台湾では約12年ぶりとなるクレジットカード新規事業者ライセンスの取得を通じて同社のカード事業参入を実現させたことに関し、同社社長の三木谷浩史より「江尻裕一の執念でしょうか（笑）」との評価 を得る。
2016年3月に楽天を退社し、約一年ほど父親の介護に従事。その後「第二の社会人生活」を開始し、その皮切りとして人の成長とベンチャーの育成支援を主眼とするアクセラパートナーズ株式会社および日本と台湾とのビジネス交流促進を目的とした日台通コンサルティング株式会社を設立。また社会起業大学理事として社会起業家の育成にも携わる。2019年より学術的な視点から人間の本質を研究するためにCalifornia Institute of Integral Studiesにて哲学、宇宙論、意識を学び、2021年に修士号を獲得。これら過去の実業経験と人間に関する学びを統合し、対話を通じてより面白い社会をつくるために2021年2月に株式会社よきともを創業。

## 人物
趣味のバイクでは、台湾の「雷公隊」（100人を超えるハーレーダビッドソンのオーナーがつくる同好会）に参加し、外国人初の隊長 に選ばれる。